# Myotis volans
Myotis volans és una espècie de ratpenat de la família dels vespertiliònids. Viu al Canadà, Mèxic i els Estats Units. El seu hàbitat natural són els boscos, on nia en arbres, esquerdes de les roques, forats a les ribes de rius i edificis. És una espècie en risc mínim, és a dir, no sembla que hi hagi cap amenaça significativa per a la seva supervivència.